# Associazione Calcio Comense 1932-1933
Questa pagina raccoglie i dati riguardanti l'Associazione Calcio Comense nelle competizioni ufficiali della stagione 1932-1933.

## Rosa
| N. |                   | Ruolo | Calciatore         |
| -- | ----------------- | ----- | ------------------ |
|    | Italia (bandiera) | A     | Tullio Aliatis     |
|    | Italia (bandiera) | C     | Adolfo Baloncieri  |
|    | Italia (bandiera) | D     | Alessandro Banfi   |
|    | Italia (bandiera) | D     | Sante Buttarelli   |
|    | Italia (bandiera) | C     | Cesare Butti       |
|    | Italia (bandiera) | A     | Serafino Carrera   |
|    | Italia (bandiera) | C     | Antonio Cetti      |
|    | Italia (bandiera) | D     | Gerardo Curioni    |
|    | Italia (bandiera) | A     | Renzo Della Torre  |
|    | Italia (bandiera) | D     | Eligio Donadeo     |
|    | Italia (bandiera) | D     | Plinio Farina      |
|    | Italia (bandiera) | A     | Francesco Franzoni |
|    | Italia (bandiera) | D     | Edoardo Galimberti |
|    | Italia (bandiera) | P     | Eugenio Guarisco   |

| N. |                   | Ruolo | Calciatore        |
| -- | ----------------- | ----- | ----------------- |
|    | Italia (bandiera) | P     | Amedeo Lissi      |
|    | Italia (bandiera) | A     | Marco Lorini      |
|    | Italia (bandiera) | C     | Mario Manfredi    |
|    | Italia (bandiera) | D     | Michele Moretti   |
|    | Italia (bandiera) | A     | Franco Nasoni     |
|    | Italia (bandiera) | A     | Giorgio Nicolis   |
|    | Italia (bandiera) | D     | Massimo Pastorino |
|    | Italia (bandiera) | C     | Rinaldo Petrozzi  |
|    | Italia (bandiera) | A     | Renato Preziati   |
|    | Italia (bandiera) | D     | Pasquale Ribaldi  |
|    | Italia (bandiera) | A     | Marco Romano      |
|    | Italia (bandiera) | A     | Antonio Sacchi    |
|    | Italia (bandiera) | D     | Virginio Vitali   |
|    | Italia (bandiera) | C     | Ugo Zoppi         |

## Statistiche

### Statistiche di squadra
| Competizione | Punti | In casa | In casa | In casa | In casa | In casa | In casa | In trasferta | In trasferta | In trasferta | In trasferta | In trasferta | In trasferta | Totale | Totale | Totale | Totale | Totale | Totale | DR |
| Competizione | Punti | G       | V       | N       | P       | Gf      | Gs      | G            | V            | N            | P            | Gf           | Gs           | G      | V      | N      | P      | Gf     | Gs     | DR |
| ------------ | ----- | ------- | ------- | ------- | ------- | ------- | ------- | ------------ | ------------ | ------------ | ------------ | ------------ | ------------ | ------ | ------ | ------ | ------ | ------ | ------ | -- |
| Serie B      | 34    | 16      | 11      | 2       | 3       | 31      | 17      | 16           | 4            | 2            | 10           | 20           | 36           | 32     | 15     | 4      | 13     | 51     | 53     | -2 |

### Statistiche dei giocatori
| Giocatore     | Serie B  | Serie B |
| Giocatore     | Presenze | Reti    |
| ------------- | -------- | ------- |
| T. Aliatis    | 2        | 0       |
| A. Baloncieri | 3        | 0       |
| A. Banfi      | 18       | 0       |
| S. Buttarelli | 2        | 0       |
| C. Butti      | 29       | 0       |
| S. Carrera    | 28       | 1       |
| A. Cetti      | 9        | 0       |
| G. Curioni    | 1        | 0       |
| R. La Torre   | 2        | 0       |
| E. Donadeo    | 5        | 0       |
| P. Farina     | 3        | 0       |
| F. Franzoni   | 28       | 3       |
| E. Galimberti | 1        | 0       |
| E. Guarisco   | 27       | -?      |
| A. Lissi      | 5        | -?      |
| M. Lorini     | 30       | 5       |
| M. Manfredi   | 30       | 1       |
| M. Moretti    | 30       | 0       |
| F. Nasoni     | 1        | 0       |
| G. Nicolis    | 26       | 6       |
| M. Pastorino  | 2        | 0       |
| R. Petrozzi   | 1        | 0       |
| R. Preziati   | 4        | 1       |
| P. Riboldi    | 3        | 0       |
| M. Romano     | 27       | 28      |
| A. Sacchi     | 3        | 1       |
| V. Vitali     | 13       | 0       |
| U. Zoppi      | 18       | 5       |